# Kathrin Goeken
Kathrin Goeken (Eindhoven, 24 december 1979) is een Nederlands wielrenster. Ze fietst op de tandem met Kim van Dijk als pilote. 

## Beste uitslagen

### Paralympische spelen
| Evenement   | Resultaat | Onderdeel    |
| ----------- | --------- | ------------ |
| Londen 2012 | goud      | weg tijdrit  |
| Londen 2012 | brons     | wegwedstrijd |

### Wereldkampioenschappen
| Evenement        | Resultaat | Onderdeel    |
| ---------------- | --------- | ------------ |
| Roskilde 2011    | brons     | wegwedstrijd |
| Apeldoorn 2011   | goud      | Baan 3km     |
| Los Angeles 2012 | brons     | Baan 1km     |

### Nederlandse kampioenschappen
| Evenement      | Resultaat | Onderdeel   |
| -------------- | --------- | ----------- |
| 2010           | goud      | weg tijdrit |
| Apeldoorn 2011 | goud      | baan 1km    |
| Landgraaf 2012 | goud      | Weg Tijdrit |